# Martina Wild
Martina Wild (* in Augsburg) ist eine deutsche Kommunalpolitikerin (Bündnis 90/Die Grünen). Seit 2020 ist sie hauptamtliche Zweite Bürgermeisterin der kreisfreien Stadt Augsburg in Schwaben und leitet das städtische Referat für Bildung und Migration.

## Lebenslauf
Martina Wild studierte von 1996 bis 2002 an der Universität Augsburg Neuere und Neueste Geschichte, Politikwissenschaft sowie Romanistik mit dem Schwerpunkt Italienisch. Während ihres Studiums engagierte sie sich hochschulpolitisch, unter anderem in der Grünen Hochschulgruppe GRAS. Sie absolvierte Praktika im Deutschen Bundestag sowie bei der Bayerischen Vertretung in Brüssel.
Nach dem Abschluss war sie als persönliche Referentin der Landtagsabgeordneten Ulrike Gote tätig und befasste sich dort mit europapolitischen und hochschulpolitischen Themen.

## Politische Laufbahn
Wild gehört dem Augsburger Stadtrat seit 2003 an. Innerhalb der Fraktion von Bündnis 90/Die Grünen war sie zunächst stellvertretende Vorsitzende (2008–2014) und anschließend bis 2020 Fraktionsvorsitzende. Bei der Kommunalwahl 2020 war sie Spitzenkandidatin ihrer Partei, die bei dieser Wahl das bislang beste Ergebnis der Grünen in Augsburg erzielte. Sie erzielte in der Wahl zum Oberbürgermeister der Stadt Augsburg 18,5 Prozent und verpasste somit um 0,3 Prozent die Stichwahl.
Nach der Wahl wurde sie zur Zweiten Bürgermeisterin ernannt und übernahm das Referat für Bildung und Migration. Auf überregionaler Ebene ist sie unter anderem im Bayerischen und im Deutschen Städtetag aktiv.